# Santa Maria Val Müstair
Santa Maria Val Müstair est une localité et une ancienne commune suisse du canton des Grisons, située dans la région d'Engiadina Bassa/Val Müstair. 
Elle a fusionné le 1er janvier 2009 avec Fuldera, Lü, Müstair, Tschierv et Valchava pour former la commune de Val Müstair. Son ancien numéro OFS est le 3844.
Le centre du village est reconnu comme bien culturel suisse d'importance nationale.

Vue aérienne par (1954).